# Eumorpha posticatus
Eumorpha posticatus är en fjärilsart som beskrevs av Augustus Radcliffe Grote 1865. Eumorpha posticatus ingår i släktet Eumorpha och familjen svärmare. Inga underarter finns listade i Catalogue of Life.